# Nftables
nftables는 네트워크 패킷/데이터그램/프레임의 필터링 및 분류를 제공하는 리눅스 커널의 하위 시스템이다. 2014년 1월 19일에 릴리스된 Linux 커널 3.13부터 사용할 수 있다.
nftables는 넷필터의 레거시 iptables 부분을 대체한다. iptables에 비해 nftables의 장점 중 하나는 코드 중복이 적고 새로운 프로토콜로 쉽게 확장할 수 있다는 것이다. nftables는 사용자 공간 유틸리티 nft를 통해 구성되는 반면 레거시 도구는 유틸리티 iptables, ip6tables, arptables 및 ebtables 프레임워크를 통해 구성된다.
nftables는 네트워킹 스택에 대한 기존 후크, 연결 추적 시스템, 사용자 공간 대기열 구성 요소 및 로깅 하위 시스템과 같은 넷필터 인프라의 빌딩 블록을 활용한다.